# Glyptotéka (Mnichov)
Glyptotéka je muzeum v německém městě Mnichov. Spravuje sbírku antických uměleckých děl (z let 650 př. n. l. – 550), především sochařských (odtud název glyptotéka, z řeckého glypto, tedy socha). Vznik muzea inicioval bavorský král Ludvík I. Bavorský, který snil o tom z Mnichova vybudovat „německé Athény“. Budovu navrhl architekt Leo von Klenze v neoklasicistním slohu, výstavba probíhala v letech 1816 až 1830. Na umělecké výzdobě se podíleli Peter von Cornelius nebo Wilhelm von Kaulbach. Muzeum se nachází na Königsplatzu, v současnosti je součástí Kunstarealu, muzeální čtvrti v centru Mnichova. K nejcennějším artefaktům patří Medusa Rondanini nebo Faun Berberini.